# Hamry (Hradec)
Hamry (německy Hammern) je malá vesnice, část obce Hradec v okrese Havlíčkův Brod. Nachází se asi 1 km na severozápad od Hradce. V roce 2009 zde bylo evidováno 13 adres. V roce 2001 zde žilo 20 obyvatel.
Hamry leží v katastrálním území Hradec u Ledče nad Sázavou o výměře 5,67 km2.